# Ruffiac (Lot-et-Garonne)
Ruffiac település Franciaországban, Lot-et-Garonne megyében. Lakosainak száma 180 fő (2022. január 1.). Ruffiac Romestaing, Cours-les-Bains, Antagnac, Argenton, Poussignac és Saint-Martin-Curton községekkel határos.

## Népesség
A település népessége az elmúlt években az alábbi módon változott:
| Lakosok száma | 164  | 162  | 169  | 173  | 178  | 177  | 180  | 180  | 180  |
|               | 2013 | 2015 | 2016 | 2017 | 2018 | 2019 | 2020 | 2021 | 2022 |